# Вяйке-Кареда
Вя́йке-Ка́реда (ест. Väike-Kareda küla) — село в Естонії, у волості Ярва повіту Ярвамаа.

## Населення
Чисельність населення на 31 грудня 2011 року становила 41 особу.

## Географія
Через населений пункт проходить автошлях 15160 (Кєйзі — Койґі).

## Історія
З 30 січня 1992 до 21 жовтня 2017 року село входило до складу волості Койґі.